# Onthophagus zymoticus
Onthophagus zymoticus es una especie de insecto del género Onthophagus, familia Scarabaeidae, orden Coleoptera.
Fue descrita científicamente por Moxey en 1963.